# Železná (okres Beroun)
Obec Železná se nachází v okrese Beroun, kraj Středočeský, asi 6 km severně od Berouna. Žije zde 322 obyvatel.

## Historie
První písemná zmínka o obci pochází z roku 1292.

### Územněsprávní začlenění
Dějiny územněsprávního začleňování zahrnují období od roku 1850 do současnosti. V chronologickém přehledu je uvedena územně administrativní příslušnost obce v roce, kdy ke změně došlo:
- 1850 země česká, kraj Praha, politický okres Smíchov, soudní okres Unhošť[4]
- 1855 země česká, kraj Praha, soudní okres Unhošť[4]
- 1868 země česká, politický okres Smíchov, soudní okres Unhošť[4]
- 1893 země česká, politický okres Kladno, soudní okres Unhošť[5]
- 1939 země česká, Oberlandrat Kladno, politický okres Kladno, soudní okres Unhošť[6]
- 1942 země česká, Oberlandrat Praha, politický okres Kladno, soudní okres Unhošť[7]
- 1945 země česká, správní okres Kladno, soudní okres Unhošť[8]
- 1949 Pražský kraj, okres Beroun[9]
- 1960 Středočeský kraj, okres Beroun
- 2003 Středočeský kraj, okres Beroun, obec s rozšířenou působností Beroun

### Rok 1932
V obci Železná (365 obyvatel, katol. kostel) byly v roce 1932 evidovány tyto živnosti a obchody: 2 cihelny, 4 hostince, 2 kováři, krejčí, 3 obchody s mlékem, mlýn, obuvník, řezník, 4 obchody se smíšeným zbožím, Spořitelní a záložní spolek pro Železnou, 2 trafiky, zahradnictví.

## Pamětihodnosti
- Kostel Nanebevzetí Panny Marie[11]
- Fara[12]
- Usedlost čp. 24[13]
- Památný jeřáb břek, asi 300 let starý, rostoucí vedle kostela[14]

## Doprava
Dopravní síť
- Pozemní komunikace – Obcí vede silnice II/118 v úseku Beroun – Kladno.

- Železnice – Železniční trať ani stanice na území obce nejsou.

Veřejná doprava 2011
- Autobusová doprava – Z obce vedly autobusové linky např. do těchto cílů: Beroun, Kladno, Králův Dvůr, Loděnice, Příbram, Unhošť, Žebrák.

## Osobnosti
- Václav Hodek (1838–1886), revolucionář z roku 1848 a novinář

## Galerie

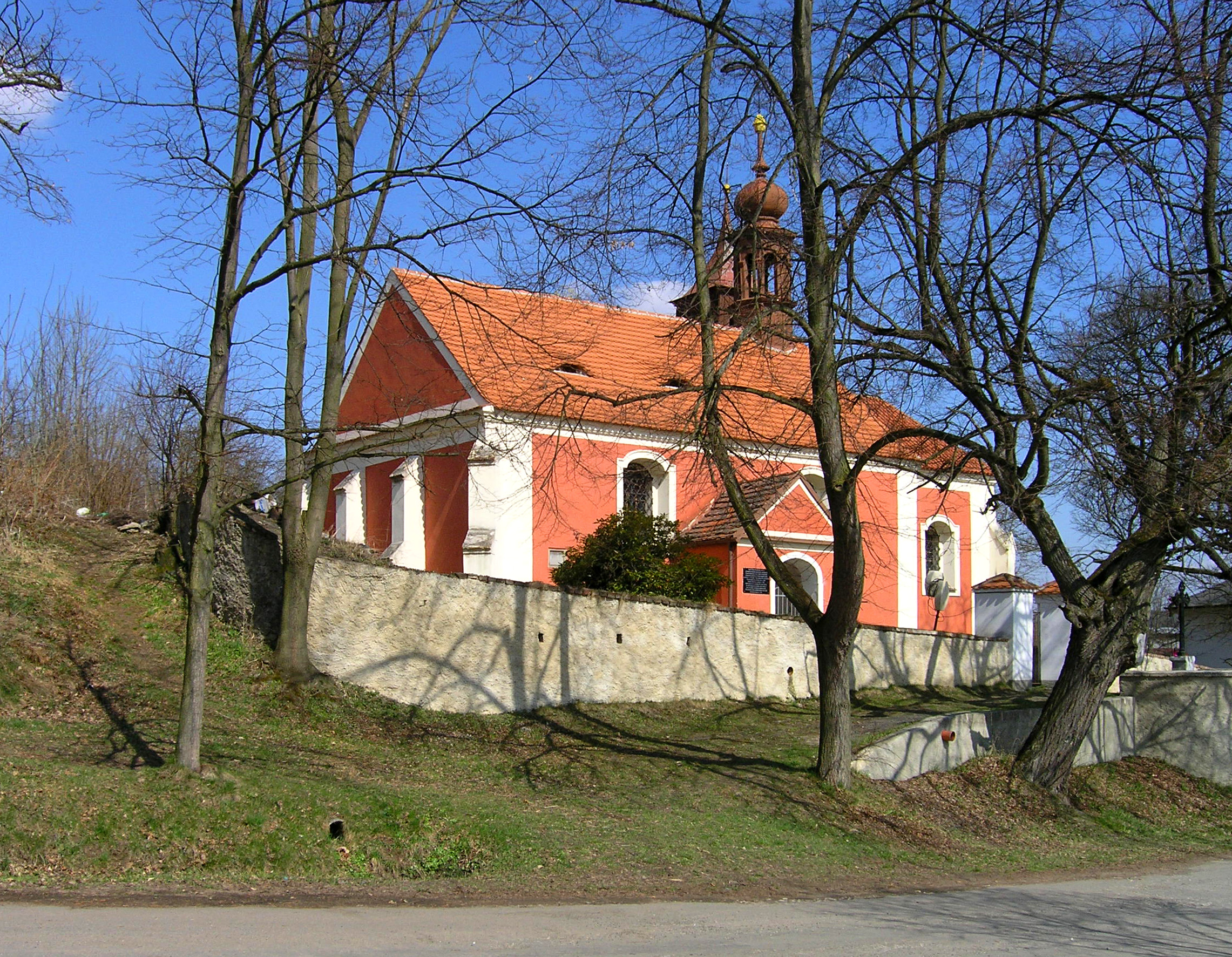
Kostel Nanebevzetí Panny Marie
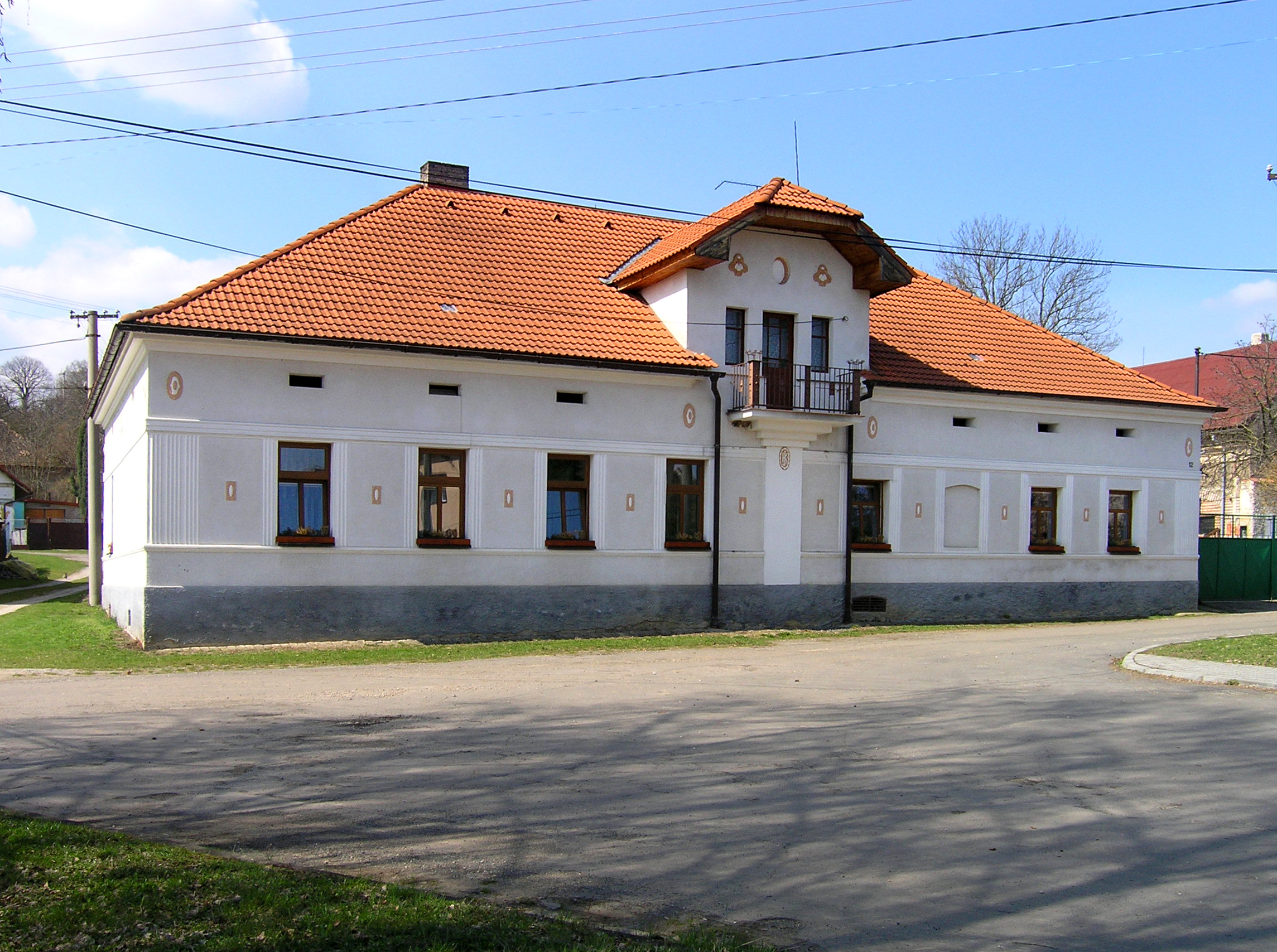
Dům na návsi